# Alexander Douglas-Hamilton (16e duc de Hamilton)
Alexander Douglas Douglas-Hamilton, 16e duc d'Hamilton, 13e duc de Brandon, né le 31 mars 1978, est un noble écossais et le premier pair d'Écosse.

## Biographie

### Jeunesse et formation

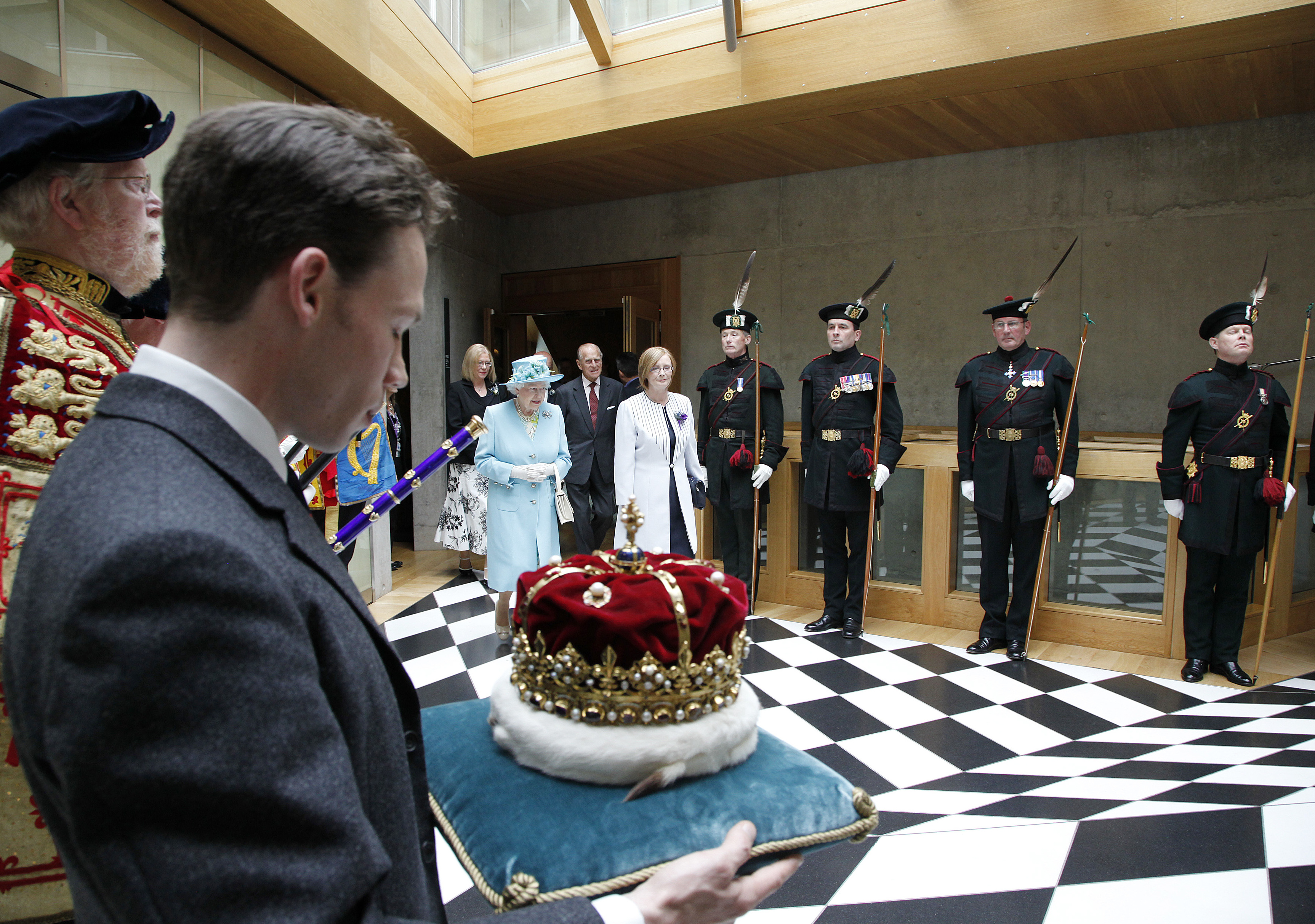
Le duc portant la couronne d'Écosse au Parlement écossais en juillet 2011.

Il est le fils d'Angus Douglas-Hamilton, et de sa première épouse, Sarah Scott.
Il fait ses études à Keil School, à Dumbarton et Gordonstoun en Écosse. 

### Duc
À la mort de son père le 5 juin 2010, il devient le 16e duc de Hamilton dans la pairie d'Écosse et le 13e duc de Brandon dans la pairie de Grande-Bretagne. Il hérite des titres supplémentaires de marquis de Douglas, de marquis de Clydesdale, de comte d'Angus, de comte de Lanark, de comte d'Arran et de Cambridge, de Lord Abernethy et Jedburgh Forest, de Lord Machanshyre et Polmont et de Lord Aven et Innerdale dans la pairie d'Écosse et de baron Dutton, dans la pairie de Grande-Bretagne . Il est le gardien héréditaire du palais de Holyrood et le porteur héréditaire de la couronne d'Écosse. À ce titre, c'est lui qui, le 12 septembre 2022, place la couronne sur le cercueil de la reine Élisabeth II lors de la cérémonie à la cathédrale Saint-Gilles d'Édimbourg.
Il réside à Lennoxlove House, près d'Haddington.

### Mariage et enfants
Le 7 mai 2011, il épouse Sophie Ann Rutherford (née le 8 décembre 1976) à Édimbourg. Elle est décoratrice d'intérieur et fille d'Hubert Rutherford (né en 1940), de Roxburghshire, et d'Isabel W. Taylor (née en 1943), d'Édimbourg. Le couple a trois enfants :
- Douglas Charles Douglas-Hamilton, marquis de Douglas et Clydesdale (né le 9 juillet 2012),
- William Frederick Douglas-Hamilton (né le 11 mai 2014),
- Basil George Douglas-Hamilton (né le 4 avril 2016).